# (35649) 1998 ML4
1998 ML4 (asteroide 35649) é um asteroide da cintura principal. Possui uma excentricidade de 0.10174990 e uma inclinação de 24.58834º.
Este asteroide foi descoberto no dia 23 de junho de 1998 por CSS em Catalina.